# Todor Gečevski
Todor Gečevski (mac.: Тодор Гечевски; ur. 28 sierpnia 1977 w Kawadarci) – macedoński koszykarz, występujący na pozycjach silnego skrzydłowego lub środkowego, reprezentant kraju.
W sierpniu 2001 był na testach w polskim klubie Azoty Unia Tarnów.

## Osiągnięcia

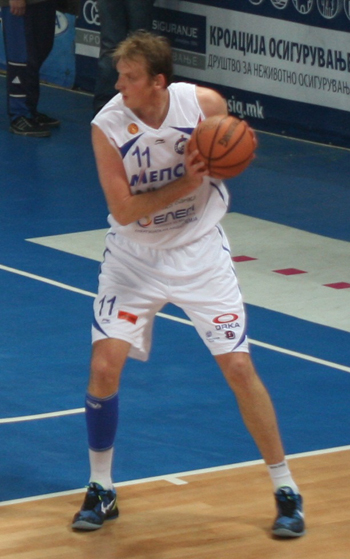
Gečevski w barwach MZT Skopje (2012).

Na podstawie, o ile nie zaznaczono inaczej.

### Drużyny
- Mistrz:
  - Chorwacji (2005, 2008)
  - Macedonii (2000, 2004, 2012–2014)
- Wicemistrz:
  - Chorwacji (2006, 2007, 2009)
  - Macedonii (2001)
- Brąz ligi greckiej (2011)
- Zdobywca pucharu:
  - Chorwacji (2005–2007)
  - Macedonii (2001, 2002, 2004, 2012–2015)
- Finalista pucharu Macedonii (1998)
- 4. miejsce w Lidze Adriatyckiej (2008)

Indywidualne
- MVP:
  - ligi macedońskiej (2004, 2012)
  - pucharu Macedonii (2002, 2004, 2012, 2014)
- Zaliczony do I składu Eurocup (2009)
- Uczestnik meczu gwiazd Ligi Adriatyckiej (2007, 2008)
- Lider:
  - wszech czasów Ligi Adriatyciej w zbiórkach (1314)
  - zbiórkach ligi:
    - adriatyckiej (2007)
    - chorwackiej (2007)

  - ligi adriatyckiej w blokach (2006)

### Reprezentacja
- Mistrz Europy dywizji B (2005)
- Uczestnik:
  - mistrzostw Europy:
    - 1999 – 13. miejsce, 2009 – 9. miejsce, 2011 – 4. miejsce, 2013 – 21. miejsce
    - U–16 (1995 – 4. miejsce)

  - kwalifikacji:
    - olimpijskich (2012)
    - do Eurobasketu (1997, 2001, 2003, 2007, 2009, 2011)
- Lider kadry Macedonii w liczbie rozegranych spotkań (89)